# Burbank (Comtat de Los Angeles)
Burbank és una ciutat dels Estats Units a l'estat de Califòrnia. Segons el cens del 2007 tenia 107.921 habitants.

## Demografia
Segons el cens del 2000, Burbank tenia 100.316 habitants, 41.608 habitatges, i 24.382 famílies. La densitat de població era de 2.232,4 habitants/km².
Dels 41.608 habitatges en un 28,5% hi vivien nens de menys de 18 anys, en un 42,8% hi vivien parelles casades, en un 11,5% dones solteres, i en un 41,4% no eren unitats familiars. En el 33,6% dels habitatges hi vivien persones soles el 9,8% de les quals corresponia a persones de 65 anys o més que vivien soles. El nombre mitjà de persones vivint en cada habitatge era de 2,39 i el nombre mitjà de persones que vivien en cada família era de 3,14.
Per edats la població es repartia de la següent manera: un 22,3% tenia menys de 18 anys, un 7,7% entre 18 i 24, un 35,4% entre 25 i 44, un 21,8% de 45 a 60 i un 12,8% 65 anys o més.
L'edat mediana era de 36 anys. Per cada 100 dones de 18 o més anys hi havia 90,7 homes.
La renda mediana per habitatge era de 62.347 $ i la renda mediana per família de 67.767 $. Els homes tenien una renda mediana de 41.792 $ mentre que les dones 35.273 $. La renda per capita de la població era de 25.713 $. Entorn del 8,1% de les famílies i el 10,5% de la població estaven per davall del llindar de pobresa.

## Poblacions properes
El següent diagrama mostra les poblacions més properes.

## Persones notables
- Bonnie Raitt (n. 1949), cantant, guitarrista i compositora de blues i activista